# Chapagaon, Khanapur
Chapagaon là một làng thuộc tehsil Khanapur, huyện Belgaum, bang Karnataka, Ấn Độ.